# El sitio de Zaragoza
El sitio de Zaragoza es una fantasía descriptiva sobre temas militares compuesta por Cristóbal Oudrid aproximadamente en 1848. Originalmente la obra se ideó como música incidental para la obra teatral El Sitio de Zaragoza de 1808 de Juan Lombía.

## Historia
Hacia 1848, Cristóbal Oudrid compuso El sitio de Zaragoza con el objetivo de servir como música incidental para la obra teatral El Sitio de Zaragoza de 1808 de Juan Lombía, un drama en tres actos y escrito en verso. La música debía interpretarse en toda la obra y terminaba con una rondalla interpretando la «Jota aragonesa». Como la pieza se hizo muy popular entre el público, Oudrid realizó una antología con ella y el resto de la obra para crear la obra instrumental en forma de fantasía descriptiva, independiente de la obra de teatro.

Durante la segunda mitad del s. XX la obra obtuvo popularidad debido a la exaltación nacional de héroes de los sitios como Agustina de Aragón. Era común que las bandas militares y grupos policiales las interpretaran en recitales y hoy en día se continua interpretando tanto por bandas municipales y militares como por orquestas y grupos  en diversas versiones que ofrecen distintas lecturas de la obra.

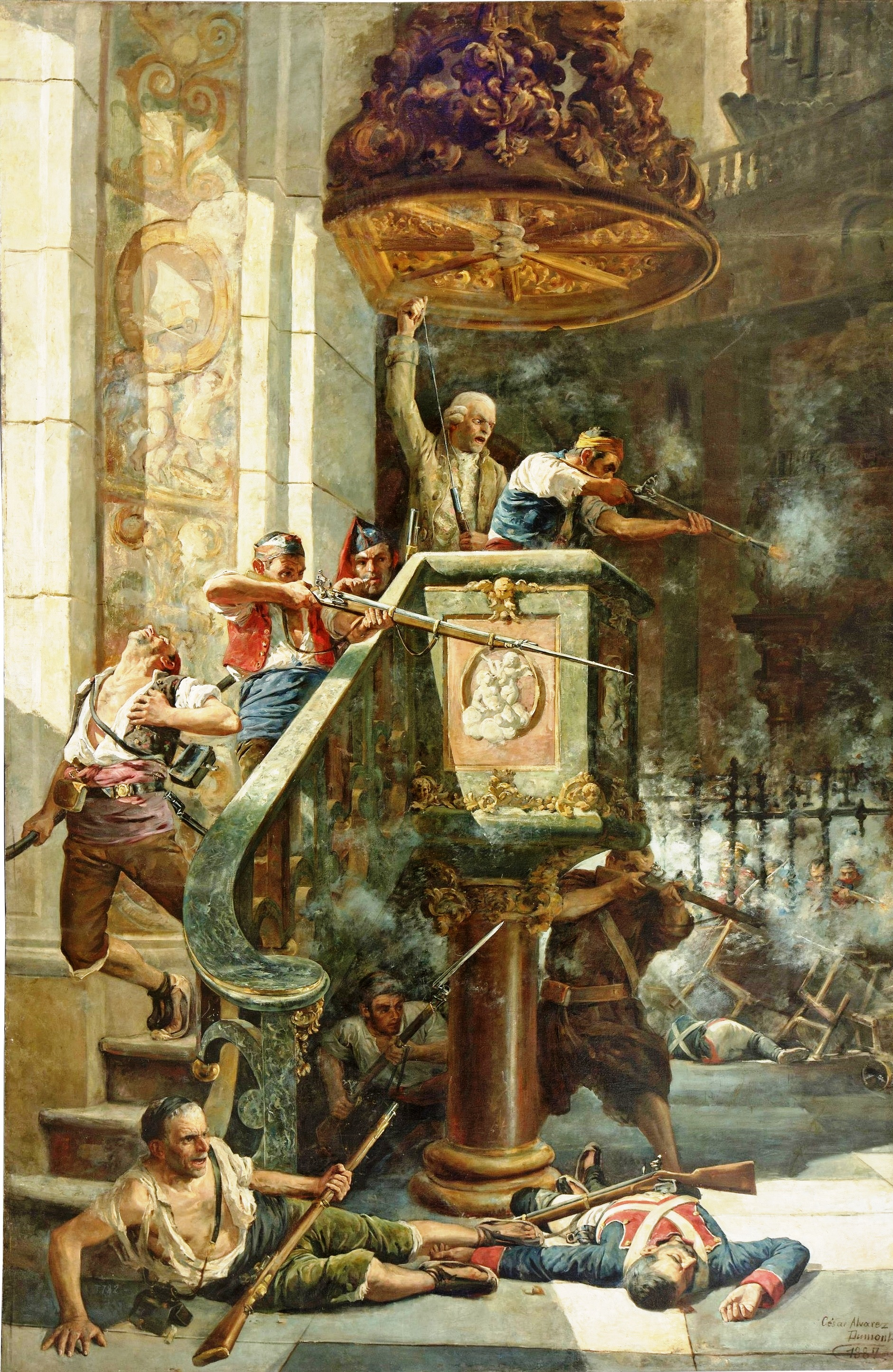
La defensa del púlpito de San Agustín, estampa típica de los sitios

## Elementos propios de la música militar napoleónica
La obra contiene numerosos fragmentos de marchas, toques y demás composiciones militares de la época de los sitios, lo que nos demuestra el conocimiento de Oudrid sobre la música militar de aquel entonces. Entre ellas resalta el  Chant de L'Oignon, una marcha militar francesa propia de los granaderos. No obstante en versiones populares la marcha se asemeja a una jota por el uso de castañuelas u otros elementos típicos de estas composiciones. Concretamente, el motivo del canto de L'Oignon aparece es uno de los primeros motivos de la obra y tras un motivo más característico de la música tradicional aragonesa, se repite con más intensidad. En las interpretaciones actuales, es común encontrar pífanos, castañuelas, trompetas y otros instrumentos que ayudan a provocar el efecto historicista y narrativo que el autor buscaba. Además, suelen incluirse redobles de tambores o golpes de timbal que se asemejan a salvas o disparos de cañón

## Similitudes con la Obertura 1812
Cabe destacar su similitud ideológica con la famosa Obertura 1812 de Chaikovski, tanto por  el periodo y la situación a la que se refiere como por la exaltación nacional romántica frente al imperialismo napoleónico. Además, como Oudrid, Chaikovski también se inspiró en las marchas militares napoleónicas.